# Liste der Kulturdenkmäler in Koblenz-Kesselheim
In der Liste der Kulturdenkmäler in Koblenz-Kesselheim sind alle Kulturdenkmäler im Stadtteil Koblenz-Kesselheim der rheinland-pfälzischen Stadt Koblenz aufgeführt. Grundlage ist die Denkmalliste des Landes Rheinland-Pfalz (Stand: 28. Juni 2023).

## Einzeldenkmäler
| Bezeichnung                        | Lage                                             | Baujahr                           | Beschreibung | Bild                           |
| ---------------------------------- | ------------------------------------------------ | --------------------------------- | --- | ------------------------------ |
| Aachener Zehnthof                  | Am Aachener Hof 1 Lage                           | 1699                              | stattliches Fachwerkhaus, teilweise massiv, Kellereingang bezeichnet 1699, aufwändige Toranlage | Fotos hochladen                |
| Halfenhof                          | Halfergasse 3 Lage                               | erste Hälfte des 18. Jahrhunderts | Hofanlage; Fachwerk über massivem Erdgeschoss, wohl aus der ersten Hälfte des 18. Jahrhunderts; Stallgebäude; mit Halfergasse 7 den Halfenhof bildend                                                                   | Fotos hochladen                |
| Halfenhof                          | Halfergasse 7 Lage                               | erste Hälfte des 18. Jahrhunderts | Hofanlage; Fachwerk über massivem Erdgeschoss, wohl aus der ersten Hälfte des 18. Jahrhunderts; mit Halfergasse 3 den Halfenhof bildend                                                                                 | Fotos hochladen                |
| Wohnhaus                           | Herrenstraße 13 Lage                             | 1712/13                           | Hofanlage; Wohnhaus, teilweise Fachwerk, Dachstuhl 1712/13 dendrodatiert; winkelförmiger Anbau eventuell jünger | Fotos hochladen                |
| Wegekapelle                        | Hintermark, neben Nr. 18 Lage                    | 19. Jahrhundert                   | kleiner Bruchsteinsaalbau, 19. Jahrhundert, Relief aus dem 18. Jahrhundert | Fotos hochladen                |
| Wohnhaus                           | Kaiser-Otto-Straße 25 Lage                       | 18. Jahrhundert                   | Wohnhaus, teilweise Fachwerk, und ehemalige Fachwerkscheune, 18. Jahrhundert | Fotos hochladen                |
| Wegekreuz                          | Kesselheimer Weg, bei Nr. 48 Lage                | 1702                              | Basalt, bezeichnet 1702 | Fotos hochladen                |
| Friedhofskreuz                     | Kurfürst-Schönborn-Straße, auf dem Friedhof Lage | 1694                              | schlichtes Basaltkreuz, bezeichnet 1694, Korpus aus dem späten 19. Jahrhundert | Fotos hochladen                |
| Myriameterstein XLIII              | Kurfürst-Schönborn-Straße, hinter Nr. 114 Lage   | 1864                              | Myriameterstein XLIII, Sandstein, aufgestellt im Rahmen der 1864 angeordneten Rheinvermessung | weitere Bilder Fotos hochladen |
| Katholische Pfarrkirche St. Martin | Martinusstraße Lage                              | 1933                              | Turm, angeblich aus dem 12. Jahrhundert, Erneuerung 1787; expressionistisch-gotisierender Saalbau mit Seitenschiff, 1933, Architekten Huch & Grefges, Koblenz; vor der Kirche Kriegerdenkmal 1914/18, Ädikula mit Pieta | weitere Bilder Fotos hochladen |
| Hofanlage                          | Martinusstraße 4 Lage                            | 1792                              | Streckhof, teilweise Fachwerk, bezeichnet 1792 | Fotos hochladen                |
| Rheinuferhaus                      | Schöffengasse 4 Lage                             | 1721                              | teilweise Zierfachwerk, bezeichnet 1721 | Fotos hochladen                |